# آندرانومیسا
آندرانومیسا (به لاتین: Andranomisa) یک منطقهٔ مسکونی در ماداگاسکار است که در آنالامانگا واقع شده‌است. آندرانومیسا ۷٬۶۹۲ نفر جمعیت دارد و ۱٬۲۲۲ متر بالاتر از سطح دریا واقع شده‌است.